# 短叶水蜈蚣
短叶水蜈蚣（学名：Cyperus brevifolius），別名無頭土香（臺灣和閩南一帶）、無頭香、白香附、散寒草（四川一帶）、金鈕草、三莢草、球子草、金牛草，是莎草科莎草属的植物。

## 形态
多年生草本；根状茎匍匐，具有多数的节，每节抽生三棱形地上茎一株，狭线形叶子互生；夏季开花，穗状花序单生茎端，头状或卵状由多数密生小穗组成，基部有线形苞片三枚。

## 分布
分布在美洲、马尔加什、印度尼西亚、菲律宾、喜马拉雅山区、澳洲、马来亚、越南、非洲部热带、印度、缅甸以及中国大陆的四川、贵州、安徽、浙江、云南、湖南、湖北、海、江西、广西、福建、广东等地，生长于海拔250米至600米的地区，多生长于溪边、路旁草丛中、山坡荒地、田边草地或海边沙滩上，目前尚未由人工引种栽培。

## 药用
中医上以全草入药，性平、味辛，功能发汗退热、消肿解毒，主治感冒发热、疟疾、痢疾、皮肤瘙痒、蛇虫咬伤等症；近用于乳糜尿。

## 变种
- 小星穗水蜈蚣（学名：Cyperus brevifolius var. stellulatus）是莎草科莎草属短叶水蜈蚣的变种。分布于菲律宾、非洲中部以及澳洲、印度尼西亚、加里曼丹岛以及中国大陆的云南等地，生长于海拔2,700米的地区，常生于山谷中。

## 外部連結
- 水蜈蚣, Shuiwugong （页面存档备份，存于） 藥用植物圖像數據庫 (香港浸會大學中醫藥學院) （繁體中文）（英文）